# Шошони (планина)
Шошони (на английски: Shoshone Mountains) е планински хребет във Вътрешния пояс на Северноамериканските Кордилири, в пределите на Големия басейн, разположен в централната част на щата Невада в САЩ. Дължината му от север на юг е 244 km, ширината – до 50 km, а площта – 6083 km². Простира се покрай долината на река Рис (ляв приток на Хумболт). Най-високата му точка е връх Норт Шошони Пийк (3143 m), издигаща се в южната му част. Изграден е предимно от метаморфни скали. Склоновете му са покрити с редки планински борово-хвойнови гори и храсти.